# Haader
Haader ist ein Ortsteil der Gemeinde Laberweinting und Pfarrdorf im niederbayerischen Landkreis Straubing-Bogen.

## Lage
Das Kirchdorf Haader liegt etwa zweieinhalb Kilometer südöstlich von Laberweinting und acht Kilometer östlich von Mallersdorf.

## Geschichte
Im Jahr 1139 belegt eine Urkunde von Papst Innozenz II den Ort Haader in einer Urkunde, die das Kloster Mallersdorf und alle Rechte Besitzungen in „Hadare“ unter seinen Schutz stellt.
Die Gemeinde Haader im Landkreis Mallersdorf bestand 1961 aus den sieben Orten Haader, Franken, Hart, Hinterbach, Neuhofen, Ödwiesen und Reuth, hatte 415 Einwohner, davon 125 im Hauptort und eine Fläche von 1318 Hektar. Im Zuge der Gebietsreform in Bayern kam sie 1972 zum Landkreis Straubing-Bogen und wurde am 1. Mai 1978 nach Laberweinting eingemeindet.
Der Kernort Haader bestand im Januar 2012 aus 24 Häusern und Anwesen mit insgesamt 62 Einwohnern und ist landwirtschaftlich geprägt.

## Wallfahrt Haader
Die Geschichte von Haader ist untrennbar mit der des Benefiziums Haader und der Wallfahrt zu „Unserer Lieben Frau von Haader“ verbunden.
Bereits im Jahre 1362 bestand hier ein Gotteshaus. Die jetzige Kirche mit dem Patrozinium Pauli Bekehrung wurde 1750 neu erbaut. Die Auffindung einer geschnitzten Marienfigur am 3. Oktober 1813 gab den Anlass zur Wallfahrt. Im Laufe des Jahres kommt auch heute eine erfreulich große Zahl von Gläubigen in verschiedenen Anliegen und Sorgen hierher. An jedem 13. des Monats wird der Fatimatag mit einem Abendgottesdienst gefeiert. Die Erweiterung des Pilgerwegs Via Nova von Parkstetten bis Pfaffenberg führt seit 2004 über den Marienwallfahrtsort Haader.

## Bürgermeister von Haader
- Neumeier Martin Franken von 1. Januar 1888 bis 31. Dezember 1893
- Kerscher Andreas Franken von 1. Januar 1894 bis 31. Dezember 1911
- Stiersdorfer Georg Haader von 1. Januar 1912 bis Juni 1936
- Hetznecker Sebastian Reuth von 1939 bis 1945
- Fuchs Matthias Haader von 1945 bis 1948
- Griesbeck Josef Neuhofen von 1948 bis 30. April 1956
- Rampf Josef Ödwiesen von 2. Mai 1956 bis 31. Dezember 1970
- Kerscher Josef Hinterbach vom 1. Januar 1971 bis 30. April 1978

## Vereine
Neben politischen und landwirtschaftlichen Vereinen, der Jagdgenossenschaft, der Waldbesitzer-Vereinigung, sowie der Freiwilligen Feuerwehr Haader, ist vor allem der Privatunterstützungsverein erwähnenswert. Der Verein wurde 1832 als Bauernhilfsverein gegründet. Das Ziel des Vereins ist es, sich dem landwirtschaftlichen Fortschritt in Ackerbau und Viehzucht aufgeschlossen zu zeigen und in der Not, z. B. bei Brand- und Unglücksfällen Geschädigten Hilfe und Unterstützung zukommen zu lassen.

## Persönlichkeiten
- Maria Elisabeth Klankermeier. In Anerkennung um Volk und Staat wurde ihr für besondere Verdienste am 23. März 1989 durch den Bundespräsidenten Richard von Weizsäcker das Bundesverdienstkreuz am Bande verliehen.

## Sehenswürdigkeiten
- Marienwallfahrtskirche Pauli Bekehrung in der Ortsmitte.
- Liste der Baudenkmäler in Haader und weiteren Ortsteilen